# Radoslav Brđanin
Radoslav Brđanin (serbisch-kyrillisch Радослав Брђанин, außerhalb des serbokroatischen Sprachraums auch Radoslav Brdjanin geschrieben; * 9. Februar 1948 in Čelinac, Jugoslawien; † 7. September 2022 in Banja Luka) war ein Politiker (SDS) der serbischen Bevölkerung in Bosnien und Herzegowina und verurteilter Kriegsverbrecher.

## Vor dem Zerfall Jugoslawiens
Bis zum Zerfall Jugoslawiens arbeitete er als Ingenieur und war bis 1990 im Immobilienhandel tätig. 1991 wurde er Vizepräsident der regionalen Gemeindeversammlungen von Bosanska und Krajina mit Sitz in Banja Luka im vorwiegend von Serben bewohnten Nordwesten Bosnien-Herzegowinas.

## Rolle im Bosnienkrieg
Während des Bosnienkriegs war Brđanin unter dem Einfluss von Radovan Karadžić am 5. Mai 1992 zum Präsidenten des Krisenstabs der international nicht anerkannten, später in der Republika Srpska aufgegangenen „Autonomen Region Krajina“ geworden.
Darüber hinaus übernahm er eine führende Rolle bei der geplanten Errichtung eines „ethnisch reinen“ Staates in Bosnien-Herzegowina und unterzeichnete Befehle an die Mitglieder der Krisenstäbe der Gemeinden. Mehrere Mitglieder dieser Krisenstäbe waren an Kriegsverbrechen gegen Bosniaken und Kroaten beteiligt, ebenso an der Zerstörung der Ferhadija-Moschee in Banja Luka.
Am 6. Juli 1999 wurde er von Truppen der SFOR verhaftet und an den Internationalen Strafgerichtshof für das ehemalige Jugoslawien in Den Haag überstellt.

## Strafverfahren und Haft
Am 12. Juli 1999 plädierte er, vertreten von dem Strafverteidiger John Ackerman, in allen Anklagepunkten auf „nicht schuldig“.

Am 1. September 2004 wurde er unter anderem wegen Verbrechen gegen die Menschlichkeit, schwerer Verletzung der Genfer Konventionen, Folter, vorsätzlicher Tötung und mutwilliger Zerstörung oder vorsätzlicher Schädigung religiöser Institutionen zu einer Freiheitsstrafe von 32 Jahren verurteilt. Am 22. September 2004 ging er in Berufung.

Da die Berufungskammer die Vorwürfe der Folter und der mutwilligen Zerstörung oder vorsätzlichen Schädigung religiöser Institutionen als nicht ausreichend erwiesen ansah, reduzierte sie die Freiheitsstrafe am 3. April 2007 auf 30 Jahre.
Ab dem 4. März 2008 verbüßte Brđanin seine Haftstrafe in einem Gefängnis in Dänemark. Nach Verbüßen von 23 Jahren wurde er 2022 vorzeitig entlassen und kehrte nach Bosnien zurück. Kurz nach seiner Rückkehr wurde er mit Anzeichen eines multiplen Organversagens in ein Krankenhaus in Banja Luka eingewiesen, wo er nach wenigen Tagen am 7. September starb.